# Vũ Đức Khuê
Vũ Đức Khuê là quan đại thần triều Nguyễn thời vua Minh Mệnh. Ông là người đã gửi sớ lên triều đình bày tỏ quan điểm về vấn đề cấm buôn bán với phương Tây. Theo ông, phương Tây giàu có là nhờ buôn bán, hễ đâu cơ lợi là họ cố sức giành cho kỳ được. Vì vậy triều đình cần phải ngăn chặn quan hệ với phương Tây từ sớm, nên đóng cửa cự tuyệt đẻ họ coi ta như trời, không biết đâu mà lường. ta không thèm cùng họ tính cái lợi trước mắt